# بين ساندرس
بين ساندرس (مواليد 11 يونيو 1998) هي لاعبة هوكي حقل هولندية،حصلت على الميدالية الذهبية مع منتخب هولندا في أولمبياد 2020.

## وصلات خارجية
- بين ساندرس على موقع الاتحاد الدولي للهوكي (الإنجليزية)
- بين ساندرس على موقع الاتحاد الأوروبي للهوكي (الإنجليزية)
- بين ساندرس على موقع اللجنة الأولمبية الدولية (الإنجليزية)
- بين ساندرس على موقع أوليمبيديا (الإنجليزية)
- بين ساندرس على موقع تيم أن.أل (الهولندية)